# Эллисон, Эрика
Эрика Эллисон (англ. Erica Ellyson) — американская эротическая модель и актриса. Обладательница званий «Киска месяца» в январе 2007 года и «Киска года» в 2008 году по версии журнала «Penthouse».

## Биография
Родилась в городе Паскагула в штате Миссисипи. После окончания в 2003 году средней школы в Херли, переехала в Джэксонвилл, где поступила в Общественный колледж Прибрежной Каролины. Затем поступила в Новую школу архитектуры и дизайна в Сан-Диего (Калифорния), где получила степень бакалавра.
В 2006 году, во время трёхлетнего пребывания в колледже, Эрика Элиссон отправила свои фотографии в редакцию журнала «Penthouse» и получила приглашение на пробные съёмки. В январе 2007 года Эллисон стала обладательницей звания «Киска месяца», а в 2008 году победительницей в номинации «Киска года».
С декабря 2008 года по январь 2009 года Эрика Элиссон была одной из участниц реалити-шоу «Momma’s Boys», созданного Райаном Сикрестом и Эндрю Глассманом для телеканала NBC.